# Marian Kielec
Marian Kielec, surnommé Czarna Perła z Wielgowa (« Perle noire du Wielgowo (en) », en raison de sa couleur de peau foncée) (né le 6 mars 1942 à Câmpulung Moldovenesc en Roumanie), est un joueur international de football polonais.
Considéré comme l'un des meilleurs joueurs de l'histoire du Pogoń Szczecin, il a terminé meilleur buteur du championnat polonais en 1963 avec dix-huit buts.
En 1985, il part vivre pendant quelques années au Canada et dirige alors le Polonia Hamilton.